# 徐學古
徐學古（1537年—？），字有獲，河南河南府洛陽縣民籍，浙江杭州府仁和縣人，明朝政治人物。

## 生平
嘉靖三十七年（1558年）戊午科河南鄉試第四十六名舉人。嘉靖四十一年（1562年）中式壬戌科會試第九十七名，二甲第五十五名進士。官四川顺庆府知府，隆慶五年（1571年）正月以卓异入覲，賜宴礼部。升陕西按察司副使，二月调山西蓟州兵备副使，加从三品服俸，后转易州道。萬曆元年（1573年）升山东参政，二年九月以考察不及降调陕西副使，六年正月再以考察不及降山东右参议、天津兵备，七年正月升本省副使。

## 家族
曾祖徐信，倉大使；祖父徐宏，壽官；父徐雨，母孫氏。具庆下。弟尚古、憲古、崇古。